# Pierre-Yves André
Pierre-Yves André (Lannion, 14 maggio 1974) è un ex calciatore francese, di ruolo attaccante.

## Caratteristiche tecniche
Attaccante mancino, dotato di grande velocità, ottimo dribbling e abile nel gioco di testa, si è disimpegnato nel corso della carriera come seconda punta o attaccante centrale.

## Carriera

### Club

#### Rennes
Dopo avere mosso i primi passi nella squadra della sua città, Lannion, nel maggio del 1993 effettua con successo un provino nel Rennes, che decide di metterlo sotto contratto. Con questa maglia debutta tra i professionisti il 7 agosto dello stesso anno in Division 2, la seconda divisione francese, contro il Valenciennes (vittoria per 2-1 del Rennes), collezionando a fine stagione 26 presenze e 5 goal e ottenendo la promozione in Ligue 1. Debutta nella massima serie francese il 28 luglio 1994 in trasferta contro il Saint-Etienne (1-1) e riceve poco dopo la prima chiamata per la rappresentativa Under 21. Assieme a Sylvain Wiltord e a Marco Grassi forma un forte trio d'attacco, e alla decima giornata arriva il primo goal in Ligue 1, nella sconfitta casalinga contro il Metz per 1-2. Con la maglia del Rennes gioca tre campionati da titolare, mettendo a segno 12 reti in 98 partite, prima di passare nel 1997 al Bastia per una cifra vicina agli 8 milioni di franchi (circa 1,2 milioni di euro).

#### Bastia
In Corsica vive il miglior periodo della sua carriera giocando in coppia con Frédéric Née. La squadra vince la Coppa Intertoto 1997 ottenendo dunque l'accesso alla Coppa UEFA, dove Pierre-Yves marca tre presenze con un goal all'attivo nell'andata del primo turno contro il Benfica, vinta per 1-0 dai francesi. L'ottimo momento dell'attaccante si conferma nelle tre stagioni successive, arrivando anche a segnare 10 goal nella stagione 2000-2001 e venendo convocato in tre occasioni nella Nazionale francese riserve.

#### Nantes
Al termine della stagione 2000-2001 passa al Nantes fresco campione di Francia. La stagione si apre con la vittoria del Trophée des Champions battendo 1-4 lo Strasbourg, partita in cui André è titolare e viene sostituito al 73º da Wilfried Dalmat, ma la squadra vive un periodo difficile, e nonostante in Champions League (competizione in cui Pierre-Yves colleziona 10 presenze corredate di 2 reti, a PSV e Lazio) riesca a centrare la qualificazione alla seconda fase a gruppi, in campionato langue nelle ultime posizioni della classifica. Pur giocando da titolare, André segna solo 4 reti. Nella stagione successiva perde il posto da titolare a favore di Grégory Pujol, e dopo sole 6 presenze, nel gennaio 2003 si trasferisce in prestito al Bolton Wanderers, in Premiership, ma anche qui fatica a trovare spazio e in 9 partite non riesce a trovare la via del goal.

#### Guingamp
Rientrato al Nantes per fine prestito, viene ceduto al Guingamp, con cui firma un triennale. L'attaccante gioca in tandem con la punta del Burkina Faso Moumouni Dagano, ma, a differenza del compagno, che trova 8 reti in 32 partite, André ottiene un'unica marcatura nel 2-0 casalingo contro l'Ajaccio al 16º turno di campionato. La squadra viene eliminata dal Brno nel terzo turno della Coppa Intertoto 2003 e non riesce ad evitare la retrocessione, chiudendo al 18º posto con 38 punti.

#### Bastia
Dopo aver rescisso il contratto che lo legava al Guingamp, il giocatore è libero di firmare un accordo con il suo vecchio club, il Bastia, dove ritrova Frédéric Née in un attacco composto anche da Tony Vairelles e Youssouf Hadji. I 4 gol stagionali di André in 22 presenze non bastano, nonostante il finale di stagione in cui realizza anche una doppietta vincente contro il Toulouse, per salvare la squadra dalla retrocessione in Ligue 2, che arriva all'ultima giornata con una sconfitta per 2-0 in casa dello Strasbourg. In Ligue 2 André trova un posto da titolare e la fascia di capitano del club, accompagnando la squadra per cinque stagioni consecutive nella seconda serie francese. Nel 2010, al termine della sua miglior stagione di sempre in termini di goal realizzati (14 in 35 presenze), Pierre-Yves annuncia il suo ritiro dal calcio, nello stesso giorno in cui il Bastia retrocede nello Championnat National.

### Nazionale
Tra il 1994 ed il 1996 fa parte della nazionale Under-21, con la quale partecipa all'Europeo di categoria del 1996 arrivando terzo e mette a segno un goal su 9 presenze. Viene preselezionato da Raymond Domenech per partecipare all'Olimpiade di Atlanta del 1996, ma una forte pubalgia lo costringe a rinunciare alla convocazione.
Nel 1998 riceve anche una convocazione dalla nazionale di calcio della Bretagna per una partita non ufficiale contro il Camerun.

## Statistiche

### Presenze e reti nei club
| Stagione        | Squadra         | Campionato      | Campionato | Campionato | Coppe nazionali | Coppe nazionali | Coppe nazionali | Coppe continentali | Coppe continentali | Coppe continentali | Altre coppe | Altre coppe | Altre coppe | Totale | Totale |
| Stagione        | Squadra         | Comp            | Pres       | Reti       | Comp            | Pres            | Reti            | Comp               | Pres               | Reti               | Comp        | Pres        | Reti        | Pres   | Reti   |
| --------------- | --------------- | --------------- | ---------- | ---------- | --------------- | --------------- | --------------- | ------------------ | ------------------ | ------------------ | ----------- | ----------- | ----------- | ------ | ------ |
| 1993-1994       | Rennes          | D2              | 26         | 5          | CF              | 2               | 1               | -                  | -                  | -                  | -           | -           | -           | 28     | 6      |
| 1994-1995       | Rennes          | D1              | 33         | 5          | CF+CdL          | 1+1             | 0+0             | -                  | -                  | -                  | -           | -           | -           | 35     | 5      |
| 1995-1996       | Rennes          | D1              | 36         | 6          | CF+CdL          | 1+2             | 0+0             | -                  | -                  | -                  | -           | -           | -           | 39     | 6      |
| 1996-1997       | Rennes          | L1              | 30         | 1          | CF+CdL          | 2+3             | 0+0             | -                  | -                  | -                  | -           | -           | -           | 35     | 1      |
| Totale Rennes   | Totale Rennes   | Totale Rennes   | 124        | 17         |                 | 12              | 1               |                    | -                  | -                  |             | -           | -           | 136    | 18     |
| 1997-1998       | Bastia          | D1              | 29         | 1          | CF+CdL          | 2+1             | 0+1             | CI+CU              | 3+3                | 0+1                | -           | -           | -           | 38     | 3      |
| 1998-1999       | Bastia          | D1              | 22         | 9          | CF+CdL          | 1+1             | 1+0             | CI                 | 5                  | 1                  | -           | -           | -           | 27     | 11     |
| 1999-2000       | Bastia          | D1              | 30         | 7          | CF+CdL          | 0+3             | 0+2             | -                  | -                  | -                  | -           | -           | -           | 33     | 9      |
| 2000-2001       | Bastia          | D1              | 32         | 10         | CF+CdL          | 2+2             | 1+2             | -                  | -                  | -                  | -           | -           | -           | 36     | 13     |
| Totale Bastia   | Totale Bastia   | Totale Bastia   | 113        | 27         |                 | 12              | 7               |                    | 11                 | 2                  |             | -           | -           | 136    | 36     |
| 2001-2002       | Nantes          | D1              | 26         | 4          | CF+CdL          | 0+0             | 0+0             | UCL                | 10                 | 2                  | SF          | 1           | 0           | 36     | 6      |
| 2002-gen. 2003  | Nantes          | L1              | 6          | 0          | CF+CdL          | 1+2             | 0+1             | -                  | -                  | -                  | -           | -           | -           | 9      | 1      |
| Totale Nantes   | Totale Nantes   | Totale Nantes   | 32         | 4          |                 | 3               | 1               |                    | 10                 | 2                  |             | 1           | 0           | 46     | 7      |
| gen.-giu. 2003  | Bolton          | PL              | 9          | 0          | FA+FLC          | 0+0             | 0+0             | -                  | -                  | -                  | -           | -           | -           | 9      | 0      |
| 2003-2004       | Guingamp        | L1              | 34         | 1          | CF+CdL          | 1+1             | 0+0             | CI                 | 2                  | 1                  | -           | -           | -           | 38     | 2      |
| 2004-2005       | Bastia          | L1              | 21         | 4          | CF+CdL          | 1+1             | 0+0             | -                  | -                  | -                  | -           | -           | -           | 23     | 4      |
| 2005-2006       | Bastia          | L2              | 33         | 12         | CF+CdL          | 3+0             | 4+0             | -                  | -                  | -                  | -           | -           | -           | 36     | 16     |
| 2006-2007       | Bastia          | L2              | 29         | 9          | CF+CdL          | 2+0             | 1+0             | -                  | -                  | -                  | -           | -           | -           | 31     | 10     |
| 2007-2008       | Bastia          | L2              | 28         | 8          | CF+CdL          | 4+0             | 4+0             | -                  | -                  | -                  | -           | -           | -           | 32     | 12     |
| 2008-2009       | Bastia          | L2              | 34         | 10         | CF+CdL          | 1+1             | 0+0             | -                  | -                  | -                  | -           | -           | -           | 36     | 10     |
| 2009-2010       | Bastia          | L2              | 35         | 14         | CF+CdL          | 0+1             | 0+0             | -                  | -                  | -                  | -           | -           | -           | 36     | 14     |
| Totale Bastia   | Totale Bastia   | Totale Bastia   | 180        | 58         |                 | 14              | 9               |                    | -                  | -                  |             | -           | -           | 194    | 65     |
| Totale carriera | Totale carriera | Totale carriera | 492        | 107        |                 | 43              | 18              |                    | 23                 | 5                  |             | 1           | 0           | 559    | 130    |

## Palmarès

### Club

#### Competizioni internazionali
- Coppa Intertoto UEFA: 1

Bastia: 1997

#### Competizioni nazionali
- Supercoppa francese: 1

Nantes: 2001